# The Black Crowes
The Black Crowes är ett amerikanskt bluesrockband, aktivt 1989–2015 och från och med 2019. Gruppen slog igenom 1990 med albumet Shake Your Money Maker (fyra på albumlistan i USA) som sålde en miljon exemplar och fick pris som "Best New American Band" i tidningen Rolling Stones läsar- och kritikeromröstning. Singlarna "Hard to handle" och "She talks to angels" låg på Topp 10 i USA, hårdpluggades av MTV och hamnade bland de 30 populäraste låtarna på Billboard Hot 100 1991. Även nästa skiva Southern Harmony and Musical Companion 1992 var en framgång och gick in som etta på Billboard 200. Singlarna "Remedy" och "Sting Me" fanns även de med på årssummeringen Billboard Hot 100 1992 och toppade Billboards singellista. The Black Crowes är nästan lika mycket kända för sin musik som för sin kritik mot kommersialismen och för sitt stöd för legaliserad marijuana.

## Biografi
De drivande krafterna bakom The Black Crowes är bröderna Chris och Rich Robinson. De grundade år 1984 tillsammans gruppen Mr Crowe's Garden, som 1988 utvecklades till The Black Crowes. 
1990 släpptes den första skivan, Shake Your Money Maker, som klättrade till nummer 4 på Billboard. 1991 rekryterades gruppens kanske mest uppskattade gitarrist, Marc Ford, som skulle hänga med gruppen genom tre skivor till och med 1997, då bandmedlemmarna sparkade honom för hans drogmissbruk. Den andra skivan Southern Harmony and Musical Companion, sköt upp till nummer ett på skivförsäljningslistan, och sålde dubbelplatina. Också skivorna Three Snakes and one Charm och Amorica sålde bra. Amorica väckte mycket uppmärksamhet, eftersom skivomslaget avbildade en bikiniunderdel med en kvinnas könshår synligt. Omslaget byttes ut efter att många kedjor vägrade sälja skivan. 
Skivan By Your Side med gitarristen Audley Freed blev en kommersiell besvikelse, men bandets popularitet återuppväcktes ändå genom att det spelade ett antal konserter tillsammans med legendariska Led Zeppelin-gitarristen Jimmy Page, vilket resulterade i en liveskiva som sålde guld i USA. The Black Crowes släppte ytterligare en studioskiva, Lions, i början av 2000-talet, men efter det meddelade bröderna Robinson att bandet skulle ta en paus. 
År 2005 återförenades The Black Crowes, nu igen med en nykter Marc Ford på en gitarr. Hans sejour i gruppen skulle ändå bara räcka ett år. Året därpå tog han själv farväl av gruppen och ersattes av Paul Stacey, som i sin tur byttes ut mot Luther Dickinson 2007. 
2008 gavs Warpaint, gruppens första studioalbum på nästan sju år, ut. Det följdes året därpå av Before the Frost...Until the Freeze. Albumet Croweology gavs ut 2010, innehållande akustiska versioner av tidigare utgivna låtar av bandet.
Under världsturnén 2013 (USA och Europa) har Jackie Greene varit med som gitarrist. 15 januari 2015 annoncerade Rich Robinson bandets upplösning.

## Medlemmar
| 1989–1990 - Chris Robinson – sång - Rich Robinson – gitarr - Jeff Cease – gitarr - Johnny Colt – basgitarr - Steve Gorman – trummor                           | 1991–1997 - Chris Robinson – sång - Rich Robinson – gitarr - Marc Ford – gitarr - Eddie Harsch – keyboards - Johnny Colt – basgitarr - Steve Gorman – trummor  | 1998–2000 - Chris Robinson – sång - Rich Robinson – gitarr - Audley Freed – gitarr - Eddie Harsch – keyboards - Sven Pipien – basgitarr - Steve Gorman – trummor       |                                                                                  |
| 2000 - Chris Robinson – sång - Rich Robinson – gitarr - Audley Freed – gitarr - Eddie Harsch – keyboards - Greg Rzab – basgitarr - Steve Gorman – trummor     | 2000–2002 - Chris Robinson – sång - Rich Robinson – gitarr - Audley Freed – gitarr - Eddie Harsch – keyboards - Andy Hess – basgitarr - Steve Gorman – trummor | 2005 - Chris Robinson – sång - Rich Robinson – gitarr - Marc Ford – gitarr - Eddie Harsch – keyboards - Sven Pipien – basgitarr - Bill Dobrow – trummor                |                                                                                  |
| 2005–2007 - Chris Robinson – sång - Rich Robinson – gitarr - Paul Stacey – gitarr - Rob Clores – keyboards - Sven Pipien – basgitarr - Steve Gorman – trummor | 2007 - Chris Robinson – sång - Rich Robinson – gitarr - Paul Stacey – gitarr - Adam MacDougal – keyboards - Sven Pipien – basgitarr - Steve Gorman – trummor   | 2007–2015 - Chris Robinson – sång - Rich Robinson – gitarr - Luther Dickinson – gitarr - Adam MacDougal – keyboards - Sven Pipien – basgitarr - Steve Gorman – trummor | 2019– - Chris Robinson – sång - Rich Robinson – gitarr - Sven Pipien – basgitarr |

## Diskografi
Studioalbum
- 1990 – Shake Your Money Maker
- 1992 – The Southern Harmony and Musical Companion
- 1994 – Amorica
- 1996 – Three Snakes & One Charm
- 1998 – Sho' Nuff Box Set
- 1999 – By Your Side
- 2001 – Lions
- 2008 – Warpaint
- 2009 – Before the Frost...Until the Freeze
- 2010 – Croweology

Livealbum
- 2000 – Live at the Greek (med Jimmy Page)
- 2002 – Live
- 2006 – Freak 'n' Roll into the Fog
- 2009 – Warpaint Live
- 2013 – Wiser For The Time

Samlingsalbum
- 2000 – Greatest Hits 1990-1999: A Tribute to a Work in Progress
- 2006 – The Lost Crowes